# Carl von Ossietzky-universiteit
De Carl von Ossietzky-universiteit is gevestigd in Oldenburg in de Duitse deelstaat Nedersaksen. Hoewel Oldenburg al sinds 1793 een lerarenopleiding kende, werd de eerste universitaire instelling pas in 1973 geopend. Deze universiteit is de rechtstreekse opvolger van de pedagogische hogeschool van Oldenburg.
De universiteit heette aanvankelijk Universität Oldenburg. Pas in 1992 kwam een eind aan twee decennia touwtrekken tussen universiteit en politiek en kon de universiteit naar schrijver, verzetsstrijder en Nobelprijswinnaar Carl von Ossietzky vernoemd worden.

## Faculteiten
- Pedagogiek en onderwijswetenschappen
- Informatica, economische wetenschappen en rechtswetenschappen
- Taal- en cultuurwetenschappen
- Mens- en maatschappijwetenschappen
- Wiskunde en natuurwetenschappen

De universitaire lerarenopleiding en het wetenschappelijke didactische onderzoek vormen het visitekaartje van de universiteit.
Aken · Augsburg · Bamberg: Otto-Friedrich · Bayreuth · Berlijn (Vrije Universiteit · Humboldt · Technische Universiteit · Kunsten) · Bielefeld · Bochum · Bonn · Braunschweig · Bremen (Universiteit Bremen · Jacobs University) · Chemnitz · Clausthal · Cottbus-Brandenburg · Darmstadt · Dortmund · Dresden · Duisburg-Essen · Düsseldorf: Heinrich Heine · Eichstätt-Ingolstadt · Erfurt · Erlangen-Neurenberg: Friedrich-Alexander · Frankfurt am Main · Frankfurt an der Oder: Europa · Freiberg · Freiburg · Gießen · Göttingen: Georg August · Greifswald: Ernst Moritz Arndt · Hagen · Halle-Wittenberg: Martin Luther · Heidelberg: Ruprecht Karls · Hamburg (Hamburg · HafenCity · Hamburg-Harburg · Helmut Schmidt) · Hannover (Hannover · Medische Hogeschool) · Hildesheim · Hohenheim · Ilmenau · Jena: Friedrich Schiller · Kaiserslautern · Karlsruhe · Kassel · Keulen · Duitse Sporthogeschool Keulen · Kiel: Christian Albrechts · Koblenz-Landau · Konstanz · Leipzig · Lübeck · Lüneburg: Leuphana · Magdeburg: Otto von Guericke · Mainz: Johannes Gutenberg · Mannheim · Marburg: Philipps · München (Ludwig Maximilians · Technische Universiteit · Oekraïense Vrije Universiteit · Universiteit van het Bondsleger) · Münster · Oldenburg: Carl von Ossietzky · Osnabrück · Paderborn · Passau · Potsdam · Regensburg · Reutlingen · Rostock · Saarbrücken · Siegen · Stuttgart · Trier · Tübingen: Eberhard-Karls · Ulm · Vechta · Weimar: Bauhaus · Witten: Herdecke · Wuppertal · Würzburg: Julius Maximilians
- Bibliothèque nationale de France: cb13325128c (data)
- Gemeinsame Normdatei: 26375-8
- International Standard Name Identifier: 0000 0001 1009 3608
- Library of Congress Control Number: n96023874
- Nationale Bibliotheek van Tsjechië: ko2002151852
- Nationale Bibliotheek van Israël: 987010635916305171
- Système universitaire de documentation: 026610108
- Virtual International Authority File: 261307068